# Узоровский сельсовет
Узоровский сельсовет — упразднённая административно-территориальная единица, существовавшая на территории Московской губернии и Московской области до 1975 года.
Узоровский сельсовет был образован в первые годы советской власти. По данным 1921 года он входил в состав Ошейкинской волости Волоколамского уезда Московской губернии.
В 1924 году Узоровский с/с был присоединён к Сологинскому с/с, но уже в 1926 году восстановлен.
По данным 1926 года в состав сельсовета входил 1 населённый пункт — Узорово, а также 1 чайная и 1 хутор.
В 1929 году Узоровский с/с был отнесён к Лотошинскому району Московского округа Московской области. При этом к нему были присоединены Матвейковский и Шубинский с/с.
17 июля 1939 года к Узоровскому с/с был присоединён Сологинский с/с (селения Сологино и Шилово).
14 июня 1954 года к Узоровскому с/с был присоединён Бреневский сельсовет.
5 ноября 1959 года из Узоровского с/с в Кругловский были переданы селения Бренево, Плаксино и Чекчино. Одновременно из Ошейкинского с/с в Узоровский были переданы селения Борки, Власово и Кузяево.
1 февраля 1963 года Лотошинский район был упразднён и Узоровский с/с вошёл в Волоколамский укрупнённый сельский район.
11 января 1965 года Лотошинский район был восстановлен и Узоровский с/с вновь вошёл в его состав.
1 апреля 1966 года из Узоровского с/с в Ошейкинский был передан посёлок рыбхоза.
21 января 1975 года Узоровский с/с был упразднён, а его территория в полном составе передана в Ушаковский с/с.